# Lucullus (Cicero)
Der Dialog Lucullus wurde von Marcus Tullius Cicero um das Jahr 45 v. Chr. verfasst. Der Name des Werks geht auf den Konsul Lucius Licinius Lucullus zurück, doch das Gespräch an sich ist fingiert und soll wohl im Jahre 62 v. Chr. spielen. Der Dialog war ursprünglich als Teil der Trilogie Hortensius-Catulus-Lucullus (Academica priora) angelegt, wurde aber von Cicero aufgrund von Kritik seines Verlegers Titus Pomponius Atticus und des römischen Publikums mit dem Catulus-Dialog zu den Academica posteriora bzw. den Academici libri umgearbeitet. Daneben blieb der Hortensius als eigenständiger Dialog erhalten.

## Überlieferung
Im Gegensatz zu den anderen beiden Dialogen ist der Lucullus (bis auf wenige Textverderbnisse) vollständig erhalten. Eine wichtige Rezeption des Lucullus ist der Dialog Contra Academicos (vel De Academici) des Kirchenvaters Augustinus von Hippo, in dem Augustinus der skeptischen Auffassung Ciceros eine dezidiert christliche Position entgegenstellt.
Es wird von einigen Forschern vermutet, dass der Lucullus nur wegen einer Verwechselung von Schreibern des 7. oder 8. Jahrhunderts abgeschrieben wurde, die in ihm den von Augustinus hochgelobten Hortensius vermuteten.

## Aufbau
Der Lucullus ist inhaltlich der abschließende der drei Dialoge. Die Trilogie ist örtlich wie zeitlich streng geschlossen: Die Gespräche finden an drei aufeinanderfolgenden Tagen in den Villen (Landhäusern) der Protagonisten statt, die alle am Golf von Neapel liegen. Der Hortensius bildet gleichsam eine Einführung in die Philosophie und ihren Nutzen überhaupt, während im Catulus und Lucullus die Erkenntnistheorie problematisiert wurde. In Catulus und Lucullus stehen sich jeweils zwei Parteien gegenüber: Hortensius und Lucullus, Vertreter der Alten Akademie, gegen Catulus und Cicero, Vertreter der Neuen Akademie bzw. des Skeptizismus.
Der Lucullus selbst gliedert sich im Wesentlichen in das Proömium (§§ 1–9Anfang), die Einleitung (§§ 9Mitte–10), die Rede des Lucullus (§§ 11–62), eine kurze Überleitung (§§ 63–64), die Rede des Cicero (§§ 65–146) und die Beendigung des Gesprächs mit Verabschiedung (§§ 147–148).

## Inhalt
Im Lucullus wird über die Möglichkeit der menschlichen Erkenntnis diskutiert. In seiner Rede, gestaltet als aristotelischer Lehrvortrag, geht Lucullus zunächst auf die Geschichte der Skepsis ein, bevor er sich einer Darstellung des stoisch-akademischen Erkenntniskonzepts annimmt und dann zur Kritik an den Skeptikern übergeht. Hier geht er auf die skeptischen Dogmen, die Probleme der gemäßigten Skepsis, das Vorgehen der Skeptiker, Trugschlüsse, die Probleme der Evidenz und der Ähnlichkeit und Gleichheit ein, schließlich kritisiert er den skeptischen Ansatz als destruktiv.
Cicero exponiert das Problem des Weisen und der ἐποχή (Enthaltung der Zustimmung). Er steigert seine Darstellung von bloßen Autoritätsargumenten über einen fingierten Dialog zwischen Arkesilaos und Zenon von Kition hin zu den Problemen der sinnlichen Wahrnehmung und der Wahrscheinlichkeitslehre des Karneades von Kyrene. Dann widerlegt er einzelne Einwände des Lucullus und geht zur Kritik am stoischen System in den Bereichen der Physik, Ethik und schließlich der Logik über.
Dann schließt das Gespräch mit einem offenen Ende: Keine der Parteien hat „triumphiert“, aber eine leichte Tendenz zu der ciceronischen Position ist erkennbar, die nicht nur einprägsam am Schluss der Dialoge steht, sondern auch durch ein Wortspiel – Hortensius sagt tollendum, was einerseits als „die Anker lichten“ verstanden werden kann, andererseits im akademisch-skeptischen Sinn „seine Zustimmung zurückhalten“ bedeutet – leicht die Oberhand gewinnt.

## Ausgaben
- Otto Plasberg: M. Tulli Ciceronis Paradoxa Stoicorum, Academicorum Reliquiae cum Lucullo, Timaeus, De Natura Deorum, De Divinatione, De Fato. Teil 1. Teubner, Leipzig 1908, S. 65–154 (Digitalisat).
- Cicero, M. T.: Hortensius. Lucullus. Academici libri. Herausgegeben, übersetzt und erläutert von Laila Straume-Zimmermann, Ferdinand Broemser und Olof Gigon. Sammlung Tusculum, München/Zürich 1990 (Unkritische Ausgabe).
- Tobias Reinhardt (Hrsg.): Lucullus in M. Tulli Ciceronis Academicus Primus, Fragmenta et Testimonia Academicorum Librorum, Lucullus, Oxford Classical Texts, Oxford 2023, S. 71–154 (155–194: Appendix Critica).

## Kommentare
- James S. Reid: M. Tulli Ciceronis Academica. Macmillan & Co., London 1885.
- Tobias Reinhardt: Cicero’s Academici Libri and Lucullus. A commentary with introduction and translations. Oxford University Press, Oxford 2022. – Rezension von Michael Vazquez, Bryn Mawr Classical Review 2023.11.21